# NGC 7601
NGC 7601 est une galaxie spirale intermédiaire située dans la constellation de Pégase. Sa vitesse par rapport au fond diffus cosmologique est de 7 661 ± 26 km/s, ce qui correspond à une distance de Hubble de 113,0 ± 7,9 Mpc (∼369 millions d'al). NGC 7601 a été découverte par l'astronome britannique Andrew Ainslie Common en 1880.
La classe de luminosité de NGC 7601 est III et elle présente une large raie HI.
À ce jour, trois mesures non basées sur le décalage vers le rouge (redshift) donnent une distance de 115,000 ± 5,292 Mpc (∼375 millions d'al), ce qui est à l'intérieur des valeurs de la distance de Hubble.